# Giovanni Gasparini
Giovanni Gasparini (Palosco, 20 febbraio 1908 – ...) è stato un allenatore di calcio e calciatore italiano, di ruolo mediano.

## Carriera
Cresciuto nella Pro Palazzolo, disputò con il Verona la stagione 1928-29 in Divisione Nazionale, poi giocò in Serie A con Inter e Brescia. Con l'Inter giocò solo due incontri. Con il Brescia disputò otto Campionati, cinque nella nuova Serie A, in totale con la maglia delle rondinelle giocò 171 partite e realizzò 4 reti. Chiuse la carriera ancora nella Pro Palazzolo.